# ガンダー (ニューファンドランド・ラブラドール州)
ガンダー（Gander）はカナダ・ ニューファンドランド・ラブラドール州にある町。 ニューファンドランド島の北東部に位置し、ガンダー湾から南に40km、トゥイリンゲートから南に100kmの場所である。ガンダー湖の北東岸にあり、かつては大西洋を飛ぶ航空機の経由地として重要であったガンダー国際空港がある。

## 歴史
北米大陸の東端に近い場所として、1935年に空港建設地として選ばれた。1938年にニューファンドランド空港（現ガンダー国際空港）が開港。第二次世界大戦中、カナダ軍、イギリス軍、アメリカ軍関係者約1万人がガンダーに居住した。イギリス空軍のヨーロッパへの経由地として戦略拠点となった。戦後は民用空港となり、ガンダーの町は滑走路から離れた安全な場所に移された。現在の市街地は1950年代に建設され、1958年に現町制施行、空港近辺の入植地は放棄された。
ガンダー国際空港は2001年9月11日のアメリカ同時多発テロ事件の発生を受け、カナダ交通省と連邦航空局（FAA）によって北米のすべての空域が閉鎖された際に重要な役割を果たすこととなった。「イエローリボン作戦」の一環で大西洋便航空機39機（ハリファックス国際空港より多い）がガンダー国際空港に着陸を命じられた。住民の66%に当たる6,600人以上の乗客乗員はガンダーに、空域が開放され運行開始まで3日間滞在することとなった。ガンダー及び近郊の住民は自宅なども開放し乗員乗客を歓待した。この時のガンダー住民の協力は大変感謝され、その後多くのテレビ番組や書籍に取り上げられた。

## 人口
2006年の国勢調査では、ガンダーの人口は9,951人（2001年から3.1%増加）。世帯数は4,135。
白人系住民がほとんどを占め、最大のマイノリティーは先住民（1.65%）、その後黒人（0.52%）、インド系（0.3%）、中国系（0.15%）と続く。

## 観光
- 北大西洋航空博物館（North Atlantic Aviation Museum）
- キティウェイク・コースト（Kittiwake Coast）

## 交通
- ガンダー国際空港